# Momères
Momères är en kommun i departementet Hautes-Pyrénées i regionen Occitanien i sydvästra Frankrike. Kommunen ligger i kantonen Laloubère som tillhör arrondissementet Tarbes. År 2022 hade Momères 731 invånare.

## Befolkningsutveckling
Antalet invånare i kommunen Momères
| Referens: INSEE |